# Mesnada
Una mesnada era la hueste de hombres armados obediente a un rey, ricohombre, concejo, parroquia o distrito que formaba la unidad orgánica de la hueste o ejército.
Esta voz era puramente orgánica y se diferencia de haz en que, mientras la mesnada era un cuerpo, un trozo, una división de la hueste, el haz o línea de guerreros era unidad táctica en el campo de batalla.
En parte, el rey convocaba a los caballeros y les pedía ayuda militar. Los caballeros y sus vasallos acudían con sus tropas y formaban una mesnada. Una reunión de mesnadas conformaban una hueste.
Quienes servían en las mesnadas eran llamados «mesnaderos» y recibían un salario específico llamado «mesnadería».

## Otras acepciones
- En Asturias, a los soldados de mesnada se les llamaba también continuos.
- Sobrino y Oudin toman también la voz mesnada por «manada de ganado» y Aldr.[aclaración requerida] por «familia».[2]